# Ni una menos

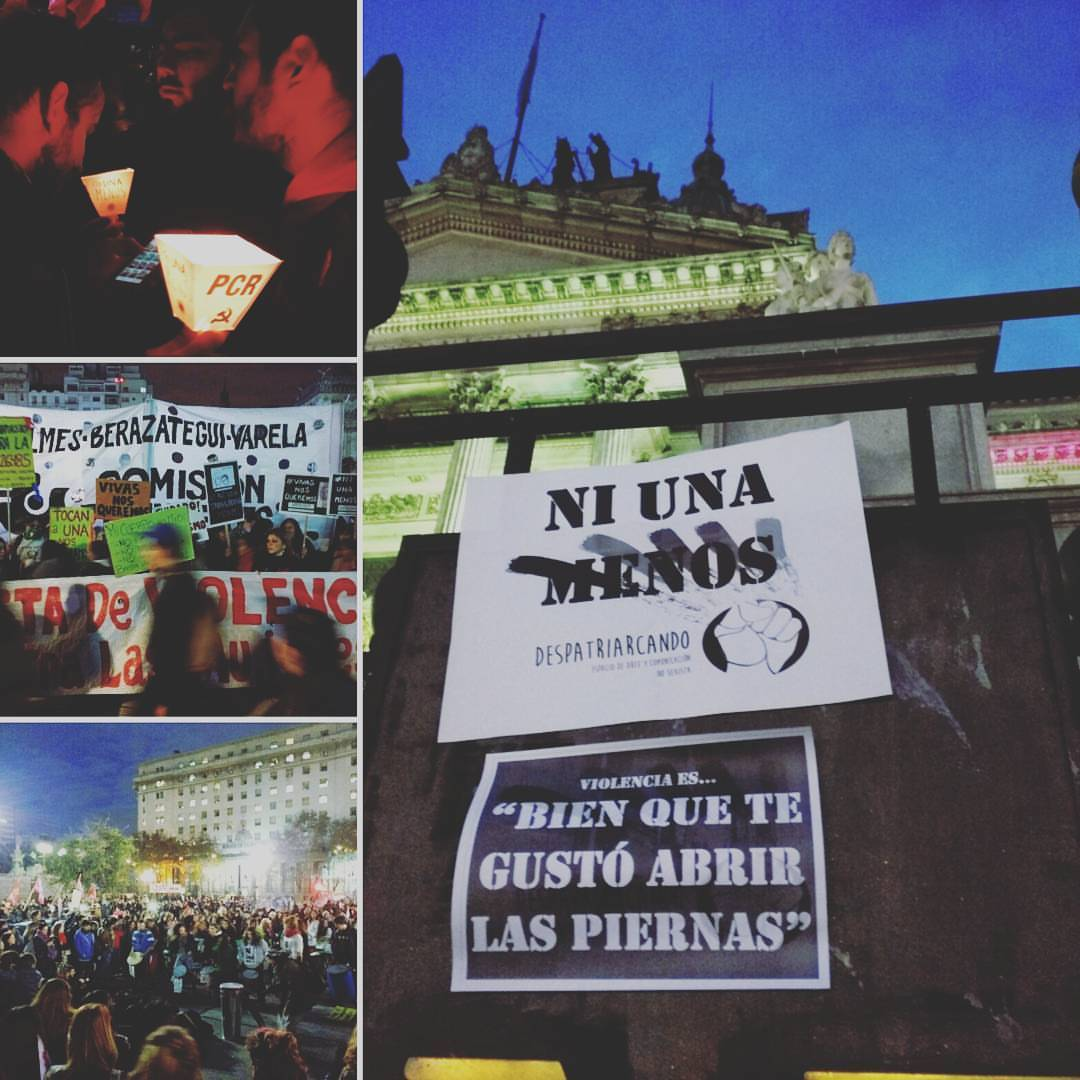
Verschiedene Formen des Ni una menos Protests

Ni una menos (spanisch für „nicht eine weniger“) ist eine soziale feministische Bewegung, die im Juni 2015 in Argentinien entstand und sich über soziale Netzwerke in ganz Lateinamerika und Teilen Europas verbreitete. Ihr Hauptanliegen ist es, sich gegen misogyne Gewalttaten wie Femizide zu widersetzen, die strukturelle Benachteiligung lateinamerikanischer Frauen zu beenden und verschiedene Formen geschlechtsspezifischer Gewalt zu bekämpfen.
Die Carta orgánica, ein als Manifest geltender Text, bezieht sich auf die Rechte indigener und afrolateinamerikanischer Frauen sowie auf die LGBTQ-Bewegungen als integralem Bestandteil von Ni Una Menos.

## Entstehung

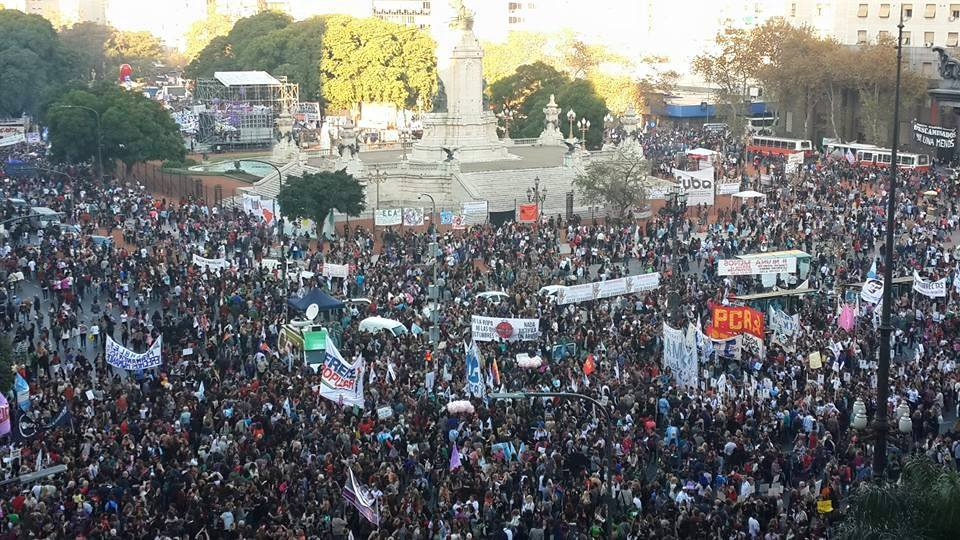
Ni Una Menos-Demonstration in Buenos Aires

Ni Una Menos entstand bei einer Marathonlesung im März 2015 in Buenos Aires. Dort wurden verschiedene Texte vorgetragen, die sich gegen eine Reihe besonders brutaler Femizide richteten. Zwei Monate später, als Reaktion auf die anhaltende Gewalt, veröffentlichte die Journalistin Marcela Ojeda auf Twitter: „Werden wir nicht unsere Stimme erheben? Sie bringen uns um.“
Am 3. Juni 2015 fand die erste Demonstration statt, deren Organisationskomitee aus gut vernetzten Journalistinnen, Akademikerinnen und Aktivistinnen bestand. Die Zusammensetzung der Gruppe war im Bezug auf politische Ausrichtung und Zugehörigkeiten sehr divers. Durch funktionierende Vernetzungs- und Kommunikationsstrukturen konnte Ni Una Menos schnell vielfältige Bevölkerungsschichten ansprechen und mobilisieren. An dieser Demonstration nahmen 300.000 Teilnehmende teil. Sie fand auf der Plaza del Congreso in Buenos Aires statt.
In der Folge fanden weitere Demonstrationen landesweit in mehr als 100 Städten statt. Rasch wurden die Massenproteste zu einer transnationalen, feministischen Bewegung, die durch globale Frauenstreiks am Internationalen Frauentag 2017 und 2018 fortgesetzt wurden.
Die Proteste breiteten sich sofort von Mexiko bis Uruguay aus und erreichten Länder wie Südkorea und Polen. Dies löste einen Zyklus von Massenprotesten in Lateinamerika und darüber hinaus aus, einschließlich der Globalen Frauenstreiks am Internationalen Frauentag 2017 und 2018. Bis 2018 hatte sich Ni Una Menos in mindestens sechshundert Städten weltweit repliziert; in Argentinien weitete sich der Massenaktivismus auf die Mobilisierungen für das Recht auf Abtreibung aus, die bis zur Legalisierung des Verfahrens durch den Kongress im Dezember 2020 anhielten.

## ManifestCarta orgánica
Das verfasste Manifest Carta orgánica wurde während der Demonstration am 3. Juni 2015 verlesen und fortan verbreitet. Es umfasst zahlreiche Femizide in Argentinien und bezeichnete diese als gesellschaftliches, nicht als privates, „häusliches“ Problem.
Die Carta orgánica passt sich seit 2015 den jeweils aktuellen Forderungen an. Da sich Ni Una Menos als Teil einer größeren internationalen Bewegung positioniert, wurde im Jahr 2017 die „kollektive und internationale Geschichte“ betont, aus der Ni Una Menos hervorging. In der Carta orgánica wird beschrieben, dass der Femizid eine direkte Konsequenz der argentinischen Mentalität des Machismo ist und mit vielfältigen Formen der Gewalt gegen Frauen verbunden ist. Der spanische Begriff Machismo bündelt Frauenhass, reaktionäre Männlichkeit und patriarchale Strukturen. Es wird von Femizid als Menschenrechtsverletzung gesprochen und die Gefährlichkeit sozialer Medien und Massenmedien thematisiert, indem Frauen durch abwertende und herablassende Darstellungen als Opfer dargestellt werden. Ein letzter Abschnitt des Manifests enthält aufgelistete Forderungen, darunter u. a. Gesetze, die die Erfassung der Opfer regulieren.
Das Manifest vereint die Entstehungsgeschichte der feministischen und aktivistischen Bewegungsgeschichte Argentiniens, die sich einem intersektionalen Konzept widerspiegelt. Es wird ein Faden gesponnen, der Mütter und Großmütter der Plaza de Mayo, Schwarzer Feministinnen der US-amerikanischen Bürgerrechtsbewegung bis hin zu französischen und englischen Suffragetten miteinander verbindet.

## Forderungen
Ni Una Menos ist ein Kollektiv, das als Slogan oder soziale feministische Bewegung verstanden werden kann. Ni Una Menos erweiterte sein Themenspektrum vom Kampf gegen Femizide auf andere feministische Themen und setzt sich generell für Frauenrechte ein. Das Ni Una Menos-Kollektiv kämpft für die Beendigung von sozialer Unterdrückung von Frauen, queeren Menschen und trans Personen sowie gegen Gewalt und Diskriminierung. Sie setzen sich für die Entkriminalisierung von Abtreibung, gleiche Bezahlung, ethnische Gerechtigkeit ein und lehnen kapitalistische Wirtschaftssysteme ab, die Gewalt gegen arme und vulnerable Gemeinschaften und die Umwelt verschärfen. Die Bewegung erkennt die strukturellen Auswirkungen staatlicher Gewalt an und betont die Verflechtung der verschiedenen feministischen Kämpfe miteinander.
Das Ni Una Menos-Kollektiv agiert unter einem entmenschlichenden Regime und legt besonders Wert auf intersektionale Perspektiven. Eine Aktivistin, Cherrie Moraga, beschreibt die Notwendigkeit die Unterschiedlichkeit zu verkörpern, da diese „die Grenze zwischen Wert und Abwertung, Leben und Tod“ bedeuten kann. Ni Una Menos-Feminismus ist eine Vision, die als Bewegung verstanden wird, die die sozialen, wirtschaftlichen und politischen Weltanschauungen in Frage stellen, die neoliberale Staaten fördern.

## Hintergründe

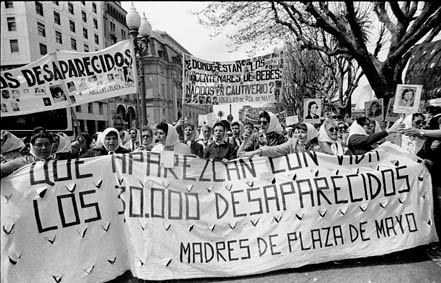
Transparent der Madres de Plaza de Mayo zum Marsch des Widerstands am 9. und 10. Dezember 1982

Bis zum Ende des Jahres 2015 wurde in Argentinien alle dreißig Stunden eine Frau ermordet, was zu diesem Zeitpunkt die höchste Anzahl von Femiziden in der Geschichte des Landes darstellte. Gewalt gegen Frauen ist in Argentinien auch weiterhin weit verbreitet, 2022 gab es mehr als 250 Femizide. Nach Angaben der Behörden kannten die Opfer in 88 Prozent der Fälle ihre Mörder, in 59 Prozent der Fälle handelte es sich um ihren Partner oder Ex-Partner. Die argentinische Polizei gilt als machistische Institution und laut der feministischen Nichtregierungsorganisation (NGO) Mumalá, die regelmäßig Statistiken zu Gewalt gegen Frauen erstellt, gehören 13 Prozent der Mörder den Sicherheitskräften an. Zwischen 2008 und 2020 wurden 214 Frauen von Polizisten, Ex-Polizisten oder Soldaten ermordet, zählt die NGO Casa del Encuentro. Allein in der Polizei der Provinz Buenos Aires wurden zwischen 2013 und 2020 rund 6000 Polizisten wegen Gewalt gegen Frauen angezeigt. 80 Prozent dieser Beamten sind nach wie vor im Einsatz.
Feministische Proteste, die Staatsterrorismus und Menschenrechtsverstöße anprangerten, gab es bereits während der argentinischen Militärjunta. In den Jahren 1976 bis 1983 organisierten die Madres de Plaza de Mayo, eine Gruppe von Müttern, deren Kinder als „Verschwundene“ galten, Proteste gegen das Regime und dessen Gewalt. Die Gruppe ist bis heute (2023) aktiv und hat internationale Aufmerksamkeit für ihre Anliegen erlangt und Druck auf die Militärjunta ausgeübt. In den 1980er Jahren, nach der Wiederherstellung der Demokratie, begannen feministische Gruppen mit der Organisation einer jährlichen nationalen Frauenversammlung. Die langjährigen feministischen Kämpfe haben dazu beigetragen, dass eine Bewegung wie Ni Una Menos entstehen konnte, die wie die Madres de Plaza de Mayo ebenfalls auf das unklare Schicksal vieler ermordeter oder verschwundener Frauen aufmerksam macht.
Bestärkt wurde die Bewegung zusätzlich durch den Zusammenschluss mit dem zuvor bestehenden Kollektiv Ni Una Más. Ni Una Más (Nicht eine mehr) war eine mexikanische Bewegung, die 2001 von Frauenrechtsaktivistinnen als Reaktion auf den Fund zahlreicher Frauenleichen am Campo Algodonero (Mexiko) ins Leben gerufen wurde und zu einer Zusammenkunft lokaler und internationaler Aktivistinnen führte, die sich gegen Femizide positionierten. Die Kampagne Ni Una Más, die in Chihuahua begründet wurde, basiert auf einem Zitat der Dichterin Susana Chávez, die im Jahr 2011 brutal ermordet wurde.

## Auswirkungen und Reaktionen
In Wien wurde am 24. November 2023, einen Tag vor dem Internationalen Tag gegen Gewalt an Frauen ein Platz an der Nußdorfer Straße 3 zum Ni-Una-Menos-Platz umbenannt. Die Umbenennung erfolgte im Gedenken an eine Frau, die 2021 vom Ex-Partner in ihrer Trafik ermordet wurde. Die ehemalige Trafik, deren Besitzerin die Frau war und die sich gegenüber dem Platz befindet, wurde in einen feministischen Ausstellungsort umgestaltet.

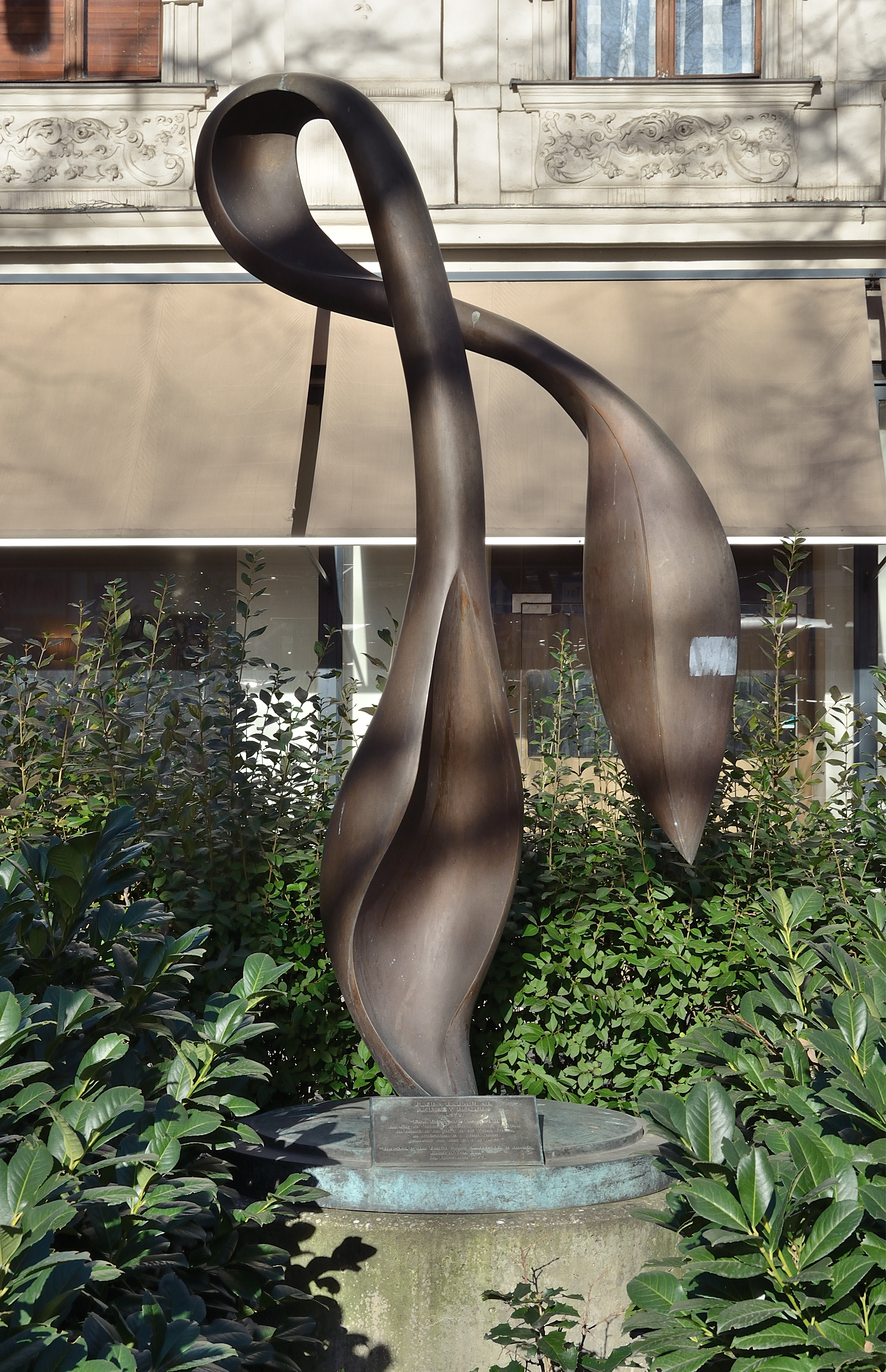
Skulptur von Andrew Rogers

An der Grünfläche im Zwickel, das den Platz bildet, befindet sich die Bronzeskulptur Flora Exemplar von Andrew Rogers. Sie sollte anlässlich des State of the World Forums dem Wunsch nach Frieden Ausdruck verleihen und wurde 1999 von der US-Botschafterin enthüllt.